# Linia 41 de tramvai din București
Metroul ușor din București este o linie de tramvai pe care vagoanele circulă cu viteza maximă admisă de deplasare, având o parte din traseu separat de restul traficului iar restul rămas marcat ca zonă prioritară pentru tramvai.
Linia de tramvai 41 este prima linie de tramvai din București concepută a avea un regim de circulație prioritar față de traficul rutier. Inițial, metroul ușor trebuia să aibă toată calea de rulare pe zonă proprie (să nu poată fi traversată de către pietoni și vehicule decât în locurile special amenajate) și „undă verde” în toate intersecțiile pe care urma să le traverseze. În prezent, pe linia metroului ușor circulă predominant Astra Imperio Metropolitan dar și vagoane V3A modernizate (V3A-93-CH-PPC, V3A-93-PPC, V3A-2010-CA-PPC) la ore de vârf.
Tramvaiele V3A-M2000 au fost construite special pentru linie, fiind deosebite față de celelalte variante prin pantograful de mare viteză, bara de protecție din plastic și farurile rotunde (față de cele cvasidreptunghiulare de la modelele standard); ele au fost modernizate între 2000 și 2003.
Linia 41 a fost inaugurată în 1984 pe tronsonul Piața Presei-Pasaj Grant-Crângași, folosind tramvaie V2A bidirecționale. În 1987, linia a fost extinsă până la Ghencea, odată cu inaugurarea Pasajului de la Lujerului și terminarea amenajării Șoselei Virtuții, ulterior folosind tramvaie V3A-71 și EP/V3A. În anii 1990, această linie folosea diverse tramvaie, modernizate sau nemodernizate. Pe anumite tronsoane, linia era străbătută și de alte linii de tramvai (mai ales în Drumul Taberei sau pe Bulevardul Mărăști). În timpul mandatului lui Traian Băsescu în 2002, linia a fost complet modernizată, fiind transformată în metrou ușor, calea de rulare fiind separată pe întreg parcursul ei de alte tramvaie și, în mare parte, de accesul rutier (accesul tramvaielor se face doar la capetele de linie, deși alte linii de tramvai se intersectează cu linia lui 41, iar singurele tronsoane în care tramvaiele nu sunt separate de carosabil se află pe Bulevardul Mărăști). Pe 10 mai 2012, un accident implicând 3 tramvaie a avut loc în Pasajul Lujerului, rănind peste 100 de oameni.
Traseul liniei 41 traversează Bucureștiul de la Piața Presei până în cartierul Ghencea (în zona stadionului Steaua), pe ruta: Piața Presei (cap linie) - Bd. Mărăști - Bd. Alexandru Averescu - Str. Turda - Pasaj Grant - Cal. Crângași - Șos. Virtuții (Militari) - Pasaj Lujerului - Str. Brașov (Drumul Taberei) - Bd. Ghencea (cap linie). Ambele capete de linii reprezintă primele terminale multimodale pentru transport în comun din București.
Obiective importante întâlnite pe traseul sau în zona liniei: complexul hotelier World Trade Center, Institutul Agronomic, Biserica Cașin (în apropiere se află și Arcul de Triumf), Institutul de Cercetare și Proiectare în Informatică (ICI), Podul Grant, Opera Comică Pentru Copii și stadionul Giulești, ștrandul Ciurel, pasajul Lujerului, Stadionul Steaua.
Calea de rulare este amenajată pe șină tip CF 49, pe zonă proprie (betonată și spațiu verde). Viteza de circulație a vagoanelor este superioară față de cele de pe celelalte linii de tramvai din București. Timpul unei semicurse este de aprox. 30 minute.